# مالین وستهایم
مالین وستهایم (انگلیسی: Malin Westerheim؛ زادهٔ ۹ نوامبر ۱۹۹۳) ورزشکار ورزش تیراندازی اهل نروژ است.